# سووتسکی (باکو)
سووتسکی (ترکی آذربایجانی: Sovetski) منطقه‌ای تاریخی در خیابان میرزاآقا علی‌یف در شهر باکو پایتخت جمهوری آذربایجان است. این شهرک در منطقه یاسامال، بین خیابان نریمان نریمانوف (خیابان سووتسکی سابق) و خیابان میرزا ابراهیموف و میان خیابان‌های نظامی و ابراهیم ابیلوف واقع شده است. بسیاری از بناهای تاریخی بیش از یک سده، موزه‌ها، مساجد، حمام‌ها و خانه‌های آذری‌های سرشناس در این منطقه وجود دارد.
در طی بازسازی منطقه در سال‌های ۲۰۱۴–۲۰۱۶ میلادی بسیاری از ساختمان‌ها، از جمله چندین بنای تاریخی میراث فرهنگی، تخریب شدند.